# Clem McSpadden

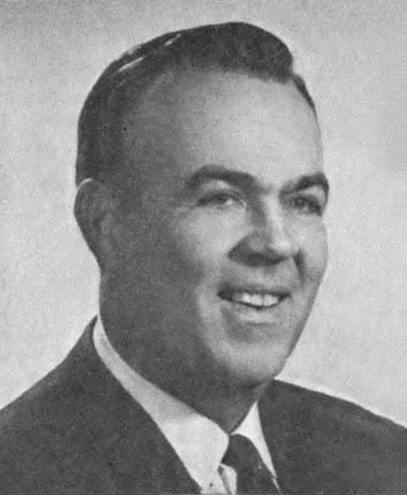
Clem McSpadden (1973)

Clem Rogers McSpadden (* 9. November 1925 auf einer Ranch nahe Bushyhead, Rogers County, Oklahoma; † 7. Juli 2008 in Houston, Texas) war ein US-amerikanischer Politiker.
McSpadden studierte an der University of Redlands in Kalifornien und am North Texas Agricultural College in Arlington. Danach besuchte er die University of Texas in Austin und schließlich die Oklahoma State University in Stillwater. An letzterer erhielt er 1948 seinen Bachelor of Science. Von 1944 bis 1946 diente McSpadden in der United States Navy. 1954 erfolgte seine Wahl in den Senat von Oklahoma, dem er bis 1972 angehörte. Danach wechselte er in den Kongress der Vereinigten Staaten und vertrat dort als Demokrat vom 3. Januar 1973 bis zum 3. Januar 1975 seinen Heimatstaat im US-Repräsentantenhaus. 1974 bemühte er sich vergeblich um die Nominierung zum demokratischen Gouverneurskandidaten, die stattdessen an David Boren ging.
McSpadden starb am 7. Juli 2008 im Alter von 82 Jahren an Krebs. Er war ein Großneffe von Will Rogers.